# Omar Almeida Quintana
Omar Almeida Quintana (ur. 28 października 1981 w Hawanie) – kubański szachista, arcymistrz od 2006 roku.

## Kariera szachowa
Pierwszy znaczący sukces na arenie międzynarodowej odniósł w 1999 r., dzieląc II m. w turnieju Mixto memoriału Jose Raula Capablanki. W 2001 r. zwyciężył w Ciego de Avila oraz w kolejnym turnieju tego memoriału (Premier II), jak również podzielił I m. (wspólnie z Neurisem Delgado) w memoriale Guillermo García Gonzáleza. W 2002 r. zajął I m. w Hawanie, natomiast w 2004 r. podzielił II m. (za Wiktorem Moskalenko, wspólnie z m.in. Olegiem Korniejewem i Rusłanem Pogorełowem) w Sitges. W 2005 r. odniósł kolejne sukcesy: podzielił I m. w Santa Clarze (wspólnie z Ernesto Fernandezem Romero) oraz w Galapagarze (wspólnie z Pablo Almagro Llamasem i Yuri Gonzalezem Vidalem). W 2006 r. odniósł dwa zwycięstwa w turniejach rozegranych w Hawanie, znalazł się również w czołówce turniejów w Esparreguerze i Montcada i Reixac, w 2007 r. ponownie zajął I m. w Hawanie oraz zwyciężył w Oviedo (wspólnie z Marcinem Tazbirem i Yuri Gonzalezem Vidalem) oraz w Barcelonie (wspólnie z Rufino Camarena Gimenezem). W 2008 r. znalazł się wśród siedmiu zwycięzców turnieju Malaga Open, podzielił I m. w Coria del Rio (wspólnie z Ismaelem Teranem Alvarezem oraz Azerem Mirzojewem) oraz samodzielnie zwyciężył kołowym turnieju w Barcelonie.
Najwyższy ranking w dotychczasowej karierze osiągnął 1 listopada 2010 r., z wynikiem 2593 punktów zajmował wówczas 4. miejsce wśród kubańskich szachistów.